# Stortjärnen (Nätra socken, Ångermanland)
Stortjärnen är en sjö i Örnsköldsviks kommun i Ångermanland och ingår i Nätraån-Ångermanälvens kustområde. Sjön har en area på 0,0905 kvadratkilometer och ligger 171,3 meter över havet. Stortjärnen ligger i Hummelvik Natura 2000-område.

## Delavrinningsområde
Stortjärnen ingår i det delavrinningsområde (700737-163848) som SMHI kallar för Rinner mot Näskefjärden. Medelhöjden är 68 meter över havet och ytan är 8,94 kvadratkilometer. Det finns inga avrinningsområden uppströms utan avrinningsområdet är högsta punkten. Avrinningsområdets utflöde mynnar i havet, utan att ha någon enskild mynningsplats. Avrinningsområdet består mestadels av skog (66 procent). Avrinningsområdet har 0,09 kvadratkilometer vattenytor vilket ger det en sjöprocent på 1 procent. Bebyggelsen i området täcker en yta av 0,1 kvadratkilometer eller 1 procent av avrinningsområdet.